# 汴京遺蹟志
《汴京遗迹志》，明代李濂撰。二十四卷。
李濂有感於歷代都會皆有專志，獨汴京無之，宋敏求的《东京记》、王权的《夷门记》等有关开封的志書早佚，而孟元老所撰《東京夢華錄》則“蕪薉猥瑣，無足觀者”。早年李濂在吹臺讀書時，即已開始著手撰寫《汴宋春秋》，並廣搜史料文獻。三十八歲罷歸，杜门谢客，日以著述自娱。《汴京遺蹟志》一書專門记述宋都汴京遗迹，内容分京城、宫室、官署、山岳、河渠、台池、园苑、关梁、寺观、庵院、杂志、艺文等。此書卷14迄至卷24皆為歷代汴京書寫之相關“藝文志”文獻，幾占全書之半。在此類目下，又細分為奏議、記、序、碑、誌、雜文、賦、詩、長短句，於詩歌中又別分各體如五古、七古、五律、七律等。《四库全书总目》评其云：“义例整齐，颇有体要，征引典核，亦具见根据，在舆记之中，足称善本。”可補宋敏求《东京记》佚書之憾。有嘉靖二十五年（1546年）刊本。